# Montureux-et-Prantigny
Montureux-et-Prantigny est une commune française située dans le département de la Haute-Saône, la région culturelle et historique de Franche-Comté et la région administrative Bourgogne-Franche-Comté.

## Géographie

### Description
Montureux-et-Prantigny est un village rural de la vallée de la Saône,  situé à 10 km au nord-est de Gray et à  50 km au nord-est de Dijon, à 40 km au nord-ouest de Besançon, à 41 km au sud-ouest de Vesoul
La commune est traversée par l'ancienne ligne de Vaivre à Gray et est desservie par la RD 70, qui kla connecte à Gray La Saône peut être traversée par un pont à Prantigny..

### Communes limitrophes
| Oyrières         | Vereux                 |                                             |
| Chargey-lès-Gray | Montureux-et-Prantigny | Beaujeu-Saint-Vallier-Pierrejux-et-Quitteur |
|                  | Rigny                  |                                             |

### Hydrographie

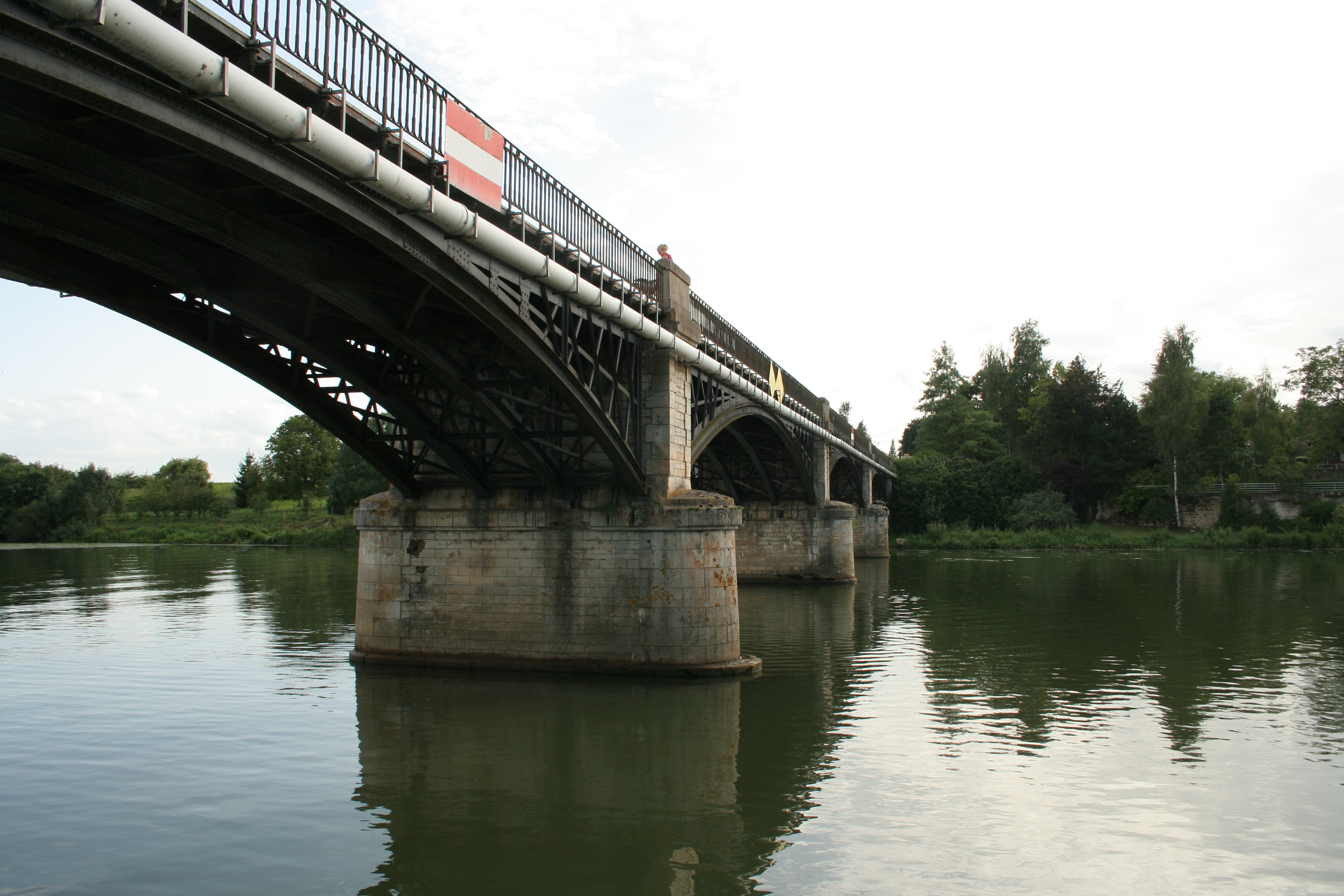
La Saône et le pont de Prantigny

Le territoire communal est limité à l'est par le lit de la Saône, l'un des principaux affluents du Rhône.
Des ruisseaux, dont la Raie du Fourneau, s'y jettent.

### Climat
Pour des articles plus généraux, voir Climat de la Bourgogne-Franche-Comté et Climat de la Haute-Saône.
En 2010, le climat de la commune est de type climat des marges montargnardes, selon une étude du Centre national de la recherche scientifique s'appuyant sur une série de données couvrant la période 1971-2000. En 2020, Météo-France publie une typologie des climats de la France métropolitaine dans laquelle la commune est dans une zone de transition entre le climat océanique altéré et le climat océanique altéré et est dans la région climatique  Lorraine, plateau de Langres, Morvan, caractérisée par un hiver rude (1,5 °C), des vents modérés et des brouillards fréquents en automne et hiver. 
Pour la période 1971-2000, la température annuelle moyenne est de 10,3 °C, avec une amplitude thermique annuelle de 17,4 °C. Le cumul annuel moyen de précipitations est de 924 mm, avec 12,4 jours de précipitations en janvier et 8,6 jours en juillet. Pour la période 1991-2020, la température moyenne annuelle observée sur la station météorologique de Météo-France la plus proche, « Chargey-lès-Gray », sur la commune de Chargey-lès-Gray à 5 km à vol d'oiseau, est de 11,5 °C et le cumul annuel moyen de précipitations est de 834,3 mm. 
La température maximale relevée sur cette station est de 39,3 °C, atteinte le 25 juillet 2019 ; la température minimale est de −18,2 °C, atteinte le 20 décembre 2009,,. 
Les paramètres climatiques de la commune ont été estimés pour le milieu du siècle (2041-2070) selon différents scénarios d'émission de gaz à effet de serre à partir des nouvelles projections climatiques de référence DRIAS-2020. Ils sont consultables sur un site dédié publié par Météo-France en novembre 2022.

## Urbanisme

### Typologie
Au 1er janvier 2024, Montureux-et-Prantigny est catégorisée commune rurale à habitat dispersé, selon la nouvelle grille communale de densité à sept niveaux définie par l'Insee en 2022.
Elle est située hors unité urbaine. Par ailleurs la commune fait partie de l'aire d'attraction de Gray, dont elle est une commune de la couronne,. Cette aire, qui regroupe 63 communes, est catégorisée dans les aires de moins de 50 000 habitants,.

### Occupation des sols
L'occupation des sols de la commune, telle qu'elle ressort de la base de données européenne d’occupation biophysique des sols Corine Land Cover (CLC), est marquée par l'importance des territoires agricoles (75,7 % en 2018), une proportion sensiblement équivalente à celle de 1990 (75,3 %). La répartition détaillée en 2018 est la suivante : 
terres arables (70,9 %), forêts (20,5 %), zones agricoles hétérogènes (4,8 %), zones urbanisées (2,3 %), eaux continentales (1,4 %). L'évolution de l’occupation des sols de la commune et de ses infrastructures peut être observée sur les différentes représentations cartographiques du territoire : la carte de Cassini (XVIIIe siècle), la carte d'état-major (1820-1866) et les cartes ou photos aériennes de l'IGN pour la période actuelle (1950 à aujourd'hui).

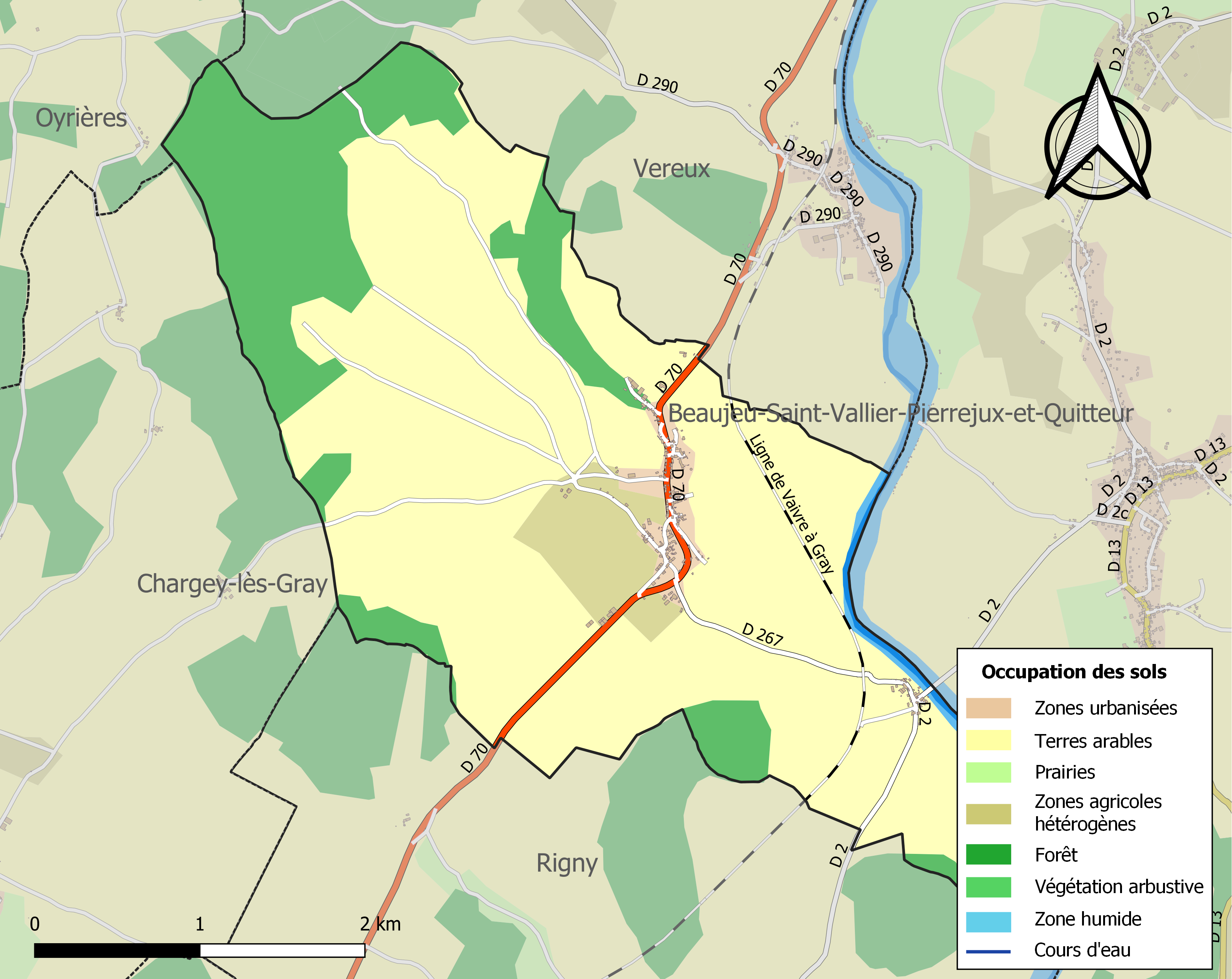
Carte des infrastructures et de l'occupation des sols de la commune en 2018 (CLC).

### Lieux-dits, hameaux et écarts
Prantigny est un hameau situe le long de la Saône. 

### Habitat et logement
En 2018, le nombre total de logements dans la commune était de 111, alors qu'il était de 99 en 2013 et de 111 en 2008.
Parmi ces logements, 81,5 % étaient des résidences principales, 8,3 % des résidences secondaires et 10,2 % des logements vacants. Ces logements étaient pour 91,7 % d'entre eux des maisons individuelles et pour 8,3 % des appartements.
Le tableau ci-dessous présente la typologie des logements à Montureux-et-Prantigny en 2018 en comparaison avec celle de la Haute-Saône et de la France entière. Une caractéristique marquante du parc de logements est ainsi une proportion de résidences secondaires et logements occasionnels (8,3 %) supérieure à celle du département (6,2 %) et à celle de la France entière (9,7 %). Concernant le statut d'occupation de ces logements, 83 % des habitants de la commune sont propriétaires de leur logement (82,4 % en 2013), contre 68,7 % pour la Haute-Saône et 57,5 pour la France entière.
| Typologie                                               | Montureux-et-Prantigny | Haute-Saône | France entière |
| ------------------------------------------------------- | ---------------------- | ----------- | -------------- |
| Résidences principales (en %)                           | 81,5                   | 83          | 82,1           |
| Résidences secondaires et logements occasionnels (en %) | 8,3                    | 6,2         | 9,7            |
| Logements vacants (en %)                                | 10,2                   | 10,8        | 8,2            |

## Histoire
Sa position sur un promontoire domine la vallée de la Saône, à 8 km au nord de l'ancienne ville fortifiée de Gray (Haute-Saône), et en a fait un point stratégique important au cours de différentes époques.

### Antiquité
L'implantation dès l'Antiquité de population sur la hauteur de Montureux et dans ses environs a été constatée par un objet trouvé à la carrière du chemin de Chargey, par monsieur J. F. Pothiat en 1885 et représentant un buste d'homme grossièrement taillé en calcaire. Sur la carte romaine de la Franche-comté, l'emplacement actuel du village est identifiable sous le nom de mons turris « mont de la tour ». Le lieu aurait été occupé successivement par les Gaulois, les Romains, les Burgondes puis les Francs. À l'époque gallo-romaine, des laboureurs construisirent des maisons dans le bas de la Côte, à proximité des sources qui se trouvent à cet endroit, la Duy, la Grande Fontaine, la source Saint-Martin (fontaine du Quart), la fontaine Laillet.

### Moyen Âge
À l'époque du partage du pays par les Burgondes, vers 450, ceux-ci se seraient établis directement au-dessus et vis-à-vis du nouveau village dans la partie haute actuelle. Un sarcophage a été trouvé dans le lieu-dit de la Vigne de l’Étang au bas du Cras en 1858.
Selon l'abbé Mouton (« Histoire d'Autrey »), Montureux ainsi qu'une grande partie des villages voisins, Autrey, Montot, Fouvent, appartenait à la famille des « Preux de Vergy ». Ces seigneurs y avaient bâti un château fort dans la partie haute du village à un kilomètre environ de l'ancien  fort romain. Montureux fut un fief tenu par le sire de Vergy jusqu'en 1418. La famille des De Mandre qui devinrent leurs vassaux, furent chargés de l'administration de leur seigneurie. Le premier de cette maison que mentionne l’histoire de Franche-Comté, est Jean de Mandre, écuyer, qui, soutenu par Guyot d’Aurain, fit la guerre à Jean de Chauvirey, vers 1356.
Famille très ancienne, les De Mandre possédaient un domaine féodal important autour de Montureux, incluant les communes actuelles de Véreux, de Prantigny, de Chauvirey, d’Autel, de Montarlot, de la Tour-du-Bois et de l’Aigle. Noblesse d'épée, ses membres sont cités dès les années 1111 et 1115 parmi les membres de la confrérie de Saint Georges et dans l'ordre de Saint-Jean de Jérusalem. Ils sont souvent qualifiés « hauts et puissants seigneurs », dans les titres anciens et dans les épitaphes, comme on peut le voir sur leurs pierres tombales qui subsistent dans la nef de l'église de Montureux.

### Renaissance
Les seigneurs de Montureux ont exercé diverses fonctions à l'époque des ducs de Bourgogne. En 1476, Claude de Mandre est cité dans l'armée de Charles le Téméraire, lors de sa campagne militaire contre les cantons suisses. Au début du XVIe siècle, la Franche-Comté devient partie intégrante des possessions de l'empereur Charles Quint et la maison des De Mandre se met au service des Habsbourg. Jean de Mandre, est cité comme Prévôt de Langres en 1402. Le fils de Claude de Mandre, le célèbre Guillaume de Mandre, fut fait chevalier de la main de Charles Quint et il est cité dans sa suite lors de son couronnement à Bologne en 1511. Il fit restaurer le château de Montureux en 1560, et y mourut neuf ans après. Lors de la démolition de l'ancienne église de Montureux en 1848, on a relevé sa tombe et on y a retrouvé son épée. Cette épée a été donnée par le curé Denomey au baron Eugène de Villate de Vereux., (peu probable, puisque Eugène Casimir de Villatte était décédé depuis 14 ans il était né en 1770 et il est mort en 1834 par contre il est possible que le « bon » curé ait donné cette épée à Stanislas Joseph de Villatte (1829-1890) Baron et Général d'Empire qui lui habitait au château de Vereux, il est d'ailleurs inhumé au cimetière de Montureux.) Humbert 1° cité comme chevalier de Saint-Georges en 1569, fut capitaine de la garnison de Besançon, comme lieutenant de François de Vergy, gouverneur de la province sous le règne de Philippe II d'Espagne. Il mourut en 1585. Lors des guerres de religion de la seconde moitié du XVIe siècle, Montureux a été pillé par des mercenaires allemands luthériens.

### XVIIeetXVIIIesiècles
Montureux passe sous domination française en 1674 lorsque Louis XIV fait  le siège  de Gray à 8 km au sud. Les De Mandre ayant pris le parti de l'Espagne et la province étant au bord de la guerre civile entre loyalistes et pro-français, Louis XIV fait raser le château médiéval de Montureux, exile les De Mandre et confisque leurs terres par décret du Parlement[Lequel ?] du (3 mai 1681). Les ruines du château subsistent jusqu'au début du siècle suivant, mais il existe encore des vestiges de cave et un puits.
Un manoir plus tardif, construit en 1707 par Valentin Raclot et remanié vers 1880, est érigé à la place, dominant la place à l'entrée du bourg. Il appartient toujours aux descendants des Raclot : la famille Poirier-Lauvin. Quant à la seigneurie de Montureux, elle est adjugée au cours des années 1680 à un magistrat de Gray, pro-français, Antoine Jobelot. Les Jobelot se font édifier au XVIIIe siècle un autre château, plus proche de la Saône, dans lequel Voltaire serait venu séjourner à plusieurs reprises lors de ses trajets entre Paris et sa résidence de Ferney. L'édifice a aujourd'hui disparu. Il n'en reste que le pigeonnier et la grille d'entrée.

### XIXesiècle
La tuilerie de Montureux-et-Prantigny est créée en 1821 par François Bardet. En 2021, elle appartient toujours à un  descendant de la famille Janicaud, qui en est devenue propriétaire en 1900. Elle produisait environ 150 000 tuiles par an[Quand ?].
La commune a été desservie  à partir de 1853 par la gare de Beaujeux - Prantigny  sur la  ligne de Vaivre à Gray. Cette ligne n'est plus exploitée depuis 1970.

#### La guerre franco-allemande (1870-1871)
L'abbé Pierre Joseph Denomey, curé de Montureux de 1842 à 1895 a été témoin du déferlement de troupes allemandes sur Montureux-et-Prantigny :
« Le 26 octobre 1870, par suite de la guerre si malheureusement déclaré par le gouvernement de Napoléon III à la Prusse, le département de la Haute-Saône ayant été envahi par cette puissance, les maisons de Montureux ont été remplies de militaires, ainsi que le 27. La cure, en deux jours, a logé 25 chevaux et 13 hommes. Ce jour-là et les suivants, on a pris toute l'avoine qu'on a trouvée dans les maisons. Les voitures et les chevaux des cultivateurs ont été requis pour la conduite de l'avoine et des militaires. Le dimanche 30 octobre, nous avons vu remonter en direction de Jussey des milliers de soldats. Le défilé dure de 9 heures à 11 heures 15 et de 1 heure à 3 heures du soir. On a estimé ces différents passages de 15 000 à 20 000 hommes. Nous n'avons célébré la sainte messe qu'à 11 heures et demie en présence de 6 personnes. L'armée prussienne est redescendue en direction de Gray, le lendemain 31 octobre et le jour des Morts. Depuis ce moment, nous avons vu passer les soldats tous les jours en petit nombre. Ils venaient faire des réquisitions de chevaux, voitures, pain, vin, paille... La dernière semaine de 1870, tous les jours, ils sont remontés en si grand nombre qu'on a estimé les passages de la semaine à 48 000 hommes. Un jour, Montureux a logé 2 700 hommes. Le dernier jour de l'année a été désolant. Une colonne de 6 000 hommes est arrivé de Gray à Montureux vers 3 heures , a cerné le village, lui a demandé 25 900 francs à fournir en 2 heures, sans quoi il serait pillé ou brûlé, alléguant qu'on avait coupé un poteau du télégraphe sur le territoire de la commune (c'étaient les soldats qui l'avaient coupé). Aussitôt, ces barbares se sont mis à leur œuvre inhumaine et injuste. Pendant que les uns faisaient sortir le bétail des écuries, les autres parcouraient les maisons, la baïonnette à la main, soutirant tout l'argent qu'ils pouvaient. Ils ont enlevé 1 100 francs et 37 bœufs qu'ils ont emmenés au milieu de leur colonne avec [en otage] monsieur Chapuis et monsieur Nicolas Raclot, maire. Ceux-ci ont été renvoyés le lendemain depuis Dampierre, grâce à l'intervention de messieurs Couyba, Pratbernon et Dornier qui ont intercédé directement en leur faveur auprès du général Werder. 12 jours après, Monsieur Chapuis mourait d'apoplexie. Monsieur Raclot succombait également le 28 juillet 1871 des suites de son arrestation [à son retour de captivité]. Le 19 janvier 1871, les Prussiens ont encore pris 8 pièces de bétail, 36 sacs d'avoine et beaucoup de pain. Déjà à leurs passages des 26 et 27 octobre, ils avaient pris 11 bœufs ».
En mai 1871, une épidémie de typhus frappe également le village.

## Politique et administration
La commune de Montureux absorbe en 1808 celle de Prantigny et devient Montureux-et-Prantigny.

### Rattachements administratifs et électoraux
La commune fait partie de l'arrondissement de Vesoul du département de la Haute-Saône, en région Bourgogne-Franche-Comté. Pour l'élection des députés, elle dépend de la première circonscription de la Haute-Saône.
Elle faisait partie depuis 1801 du canton d'Autrey-lès-Gray. Dans le cadre du redécoupage cantonal de 2014 en France, la commune fait désormais partie du canton de Dampierre-sur-Salon.

### Intercommunalité
La commune fait partie de la communauté de communes des quatre rivières, intercommunalité créée en 1996.

### Liste des maires
| Période                                  | Période                       | Identité             | Étiquette | Qualité |
| ---------------------------------------- | ----------------------------- | -------------------- | --------- | ------- |
| Les données manquantes sont à compléter. |                               |                      |           |         |
| avant 1830                               |                               | Jean-Claude Raclot   |           |         |
| avant 1849                               |                               | Nicolas Raclot       |           |         |
| Les données manquantes sont à compléter. |                               |                      |           |         |
| juin 1995                                | mai 2020                      | Guy Chevillot        |           |         |
| juillet 2020                             | En cours (au 2 décembre 2021) | Catherine Jacquemard |           |         |

## Démographie
L'évolution du nombre d'habitants est connue à travers les recensements de la population effectués dans la commune depuis 1793. Pour les communes de moins de 10 000 habitants, une enquête de recensement portant sur toute la population est réalisée tous les cinq ans, les populations de référence des années intermédiaires étant quant à elles estimées par interpolation ou extrapolation. Pour la commune, le premier recensement exhaustif entrant dans le cadre du nouveau dispositif a été réalisé en 2005.

En 2022, la commune comptait 191 habitants, en évolution de −8,61 % par rapport à 2016 (Haute-Saône : −1,4 %, France hors Mayotte : +2,11 %).
| 1793 | 1800 | 1806 | 1821 | 1831 | 1836 | 1841 | 1846 | 1851 |
| ---- | ---- | ---- | ---- | ---- | ---- | ---- | ---- | ---- |
| 406  | 459  | 492  | 458  | 612  | 619  | 616  | 599  | 575  |

| 1856 | 1861 | 1866 | 1872 | 1876 | 1881 | 1886 | 1891 | 1896 |
| ---- | ---- | ---- | ---- | ---- | ---- | ---- | ---- | ---- |
| 545  | 559  | 518  | 482  | 445  | 446  | 372  | 414  | 380  |

| 1901 | 1906 | 1911 | 1921 | 1926 | 1931 | 1936 | 1946 | 1954 |
| ---- | ---- | ---- | ---- | ---- | ---- | ---- | ---- | ---- |
| 366  | 328  | 324  | 292  | 298  | 284  | 243  | 226  | 249  |

| 1962 | 1968 | 1975 | 1982 | 1990 | 1999 | 2005 | 2006 | 2010 |
| ---- | ---- | ---- | ---- | ---- | ---- | ---- | ---- | ---- |
| 208  | 214  | 186  | 216  | 203  | 207  | 238  | 245  | 209  |

| 2015 | 2020 | 2022 | - | - | - | - | - | - |
| ---- | ---- | ---- | - | - | - | - | - | - |
| 208  | 200  | 191  | - | - | - | - | - | - |

## Culture locale et patrimoine

### Lieux et monuments
- L'église : Montureux comporte des monuments historiques dont son lavoir, datant du XVIIe siècle et son église datant de la seconde moitié du XIXe siècle, construite à l'emplacement d'un édifice religieux plus ancien. L'église, caractérisée par son clocher carré couvert en flèche, son portail flamboyant surmonté d'une vierge en Piéta, de trois nefs et de trois travées voûtées d'ogives sur piliers orthogonaux, comme la décrit le dictionnaire des communes de Haute-Saône, fut construite de 1849 à 1852. Le mécanisme de l'horloge date de 1855 comme l'atteste une plaque de cuivre sur l'appareil « Exécuté par M. Swilgue auteur de l'horloge astronomique de la cathédrale de Strasbourg, M. Nicolat Raclot étant maire ». Le conseil municipal par décision du 17 octobre 1959 a décidé l'électrification des cloches, qui fut réalisé au premier trimestre 1960. La toiture du clocher, décorée de tuiles de couleur vernies, selon la tradition franc-comtoise a été rénové en 1997. Les vitraux ont été restaurés en 2003.
- Le calvaire : sur le côté droit de l'église, un calvaire très ancien est à remarquer puisque les figures qui y sont sculptées ont perdu leur tête à la Révolution. Quatre croix sont construites en 1858 aux quatre coins du village pour préserver Montureux des épidémies de choléra. Ces croix étaient appelées « croix blanches ».
- Statue de la Vierge à l'Enfant, érigée en 1947 sur la route de Prantigny. Elle est rénovée en 2021[23].

- Le château : l'ancien château de style Renaissance ayant appartenu à la famille des De Mandre a été détruit sur l'ordre de Louis XIV. Un manoir plus tardif datant de 1707 et remanié vers 1880 est érigé à la place, dominant la place à l'entrée du bourg.
- Vestiges de l'ancien château : il existait au XVIIIe siècle un autre château, plus proche de la Saône, appartenant à la famille des Jobelot. L'édifice aujourd'hui disparu était situé au milieu d'un parc de 6 ha. Il n'en subsiste que le pigeonnier et la grille d'entrée, classée sur l'inventaire des monuments historiques, comme étant l'œuvre de maîtres de forges, savoir-faire typiquement franc-comtois aux XVIIIe et XIXe siècles.
- Le haut-fourneau : il a été créé vers 1690 par la famille Jobelot. C'est à cette occasion que le cours de la DUY a été détourné de son tracé naturel et que la raie du fourneau a été construite. En 1774, le haut-fourneau appartenait toujours à la famille Jobelot. Vers 1850, le fourneau produisait 3 200 quintaux de fonte par jour.
- La tuilerie : La tuilerie, appartenant à la famille Janicaud. Les tuiles et les briques avaient une renommée très étendue. La tuilerie est établie en 1821 par François Bardet, le séchoir dans la même année et l'atelier vers 1830.